# Pista gibbauncinata
Pista gibbauncinata är en ringmaskart som beskrevs av Saphronova 1984. Pista gibbauncinata ingår i släktet Pista och familjen Terebellidae. Inga underarter finns listade i Catalogue of Life.